# Michel de Warzée
Michel de Warzée est un directeur de théâtre, professeur, comédien (de doublage notamment) et metteur en scène belge, né Michel Le Maire de Warzée d'Hermalle le 21 octobre 1943 à Élisabethville (Congo belge).
Il dirige le théâtre de la Comédie Claude Volter depuis 2004.
Avec Claude Volter dans le rôle-titre, il a joué Le Neveu de Rameau adapté de l’œuvre de Denis Diderot ; une représentation a été filmée pour la télévision belge (RTBF).
Il est également professeur au Conservatoire[Quand ?].
Son fils Jérôme, né en 1970, est un humoriste de one-man-show et animateur radio et télé.

## Filmographie

### Télévision
- 1972 : Les Évasions célèbres, épisode Jacqueline de Bavière : le soldat
- 1974 : Les Brigades du Tigre de Victor Vicas, épisode : Visite Incognito
- 1976 : Les Enquêtes du commissaire Maigret (série télévisée, épisode Maigret chez les Flamands) de Jean-Paul Sassy : l'inspecteur Machère

### Cinéma
- 1973 : Le Far West
- 1974 : La Cage aux ours
- 1976 : Rue Haute

- 1977 : Mariages : docteur Vallée
- 1979 : Bauduin des mines : Maes
- 1980 : La Mésaventure : Georges
- 1993 : Ferbac
- 1996 : J'ai eu dur ! : Alfred Bouffioulx
- 1998 : Pure Fiction : Jérôme Lambert
- 1999 : Divines Combines
- 2000-2011 : F.C. De Kampioenen : Jérôme Dubois
- 2001 : Salut la vie
- 2001 : Le Vélo de Ghislain Lambert : M. Vandenbroek
- 2003 : Le Festin de la mante : Georges
- 2005 : Palais royal ! : le directeur BJB
- 2009 : Il était une fois la Belgique de Patrick Roegiers
- 2009 : À tort ou à raison : Marcel Grimaud
- 2010 : La Princesse au petit pois de la série Les Contes de Grimm
- 2011 : De force : le DPJ

## Voxographie

### Cinéma

#### Films
- 1986[1] : Labyrinthe : Hoggle (Shari Weiser) et Sir Dydimus (Dave Goelz)
- 2008 : Bronson : l'oncle Jack (Hugh Ross)
- 2010 : Balada triste : le chef de piste (Manuel Tejada)
- 2010 : Cadavres à la pelle : le capitaine Tom McLintock (Ronnie Corbett)
- 2010 : La Conspiration : Reverdy Johnson (Tom Wilkinson)
- 2013 : Welcome to the Punch : Roy Edwards (Peter Mullan)
- 2013 : The Double : M. Papadopoulos (Wallace Shawn)
- 2015 : The Visit : John Jamison, le grand-père (Peter McRobbie)
- 2016 : Toro : Romano (José Sacristán)

#### Films d'animation
- 1997 : Bobo et ses amis : Hibou
- 2003 : Tokyo Godfathers : Ohta
- 2008 : Fly Me to the Moon : Poopchev
- 2008 : Resident Evil: Degeneration : le sénateur Ron Devis
- 2022 : One Piece Film: Red : Jinbe

### Télévision

#### Téléfilm d'animation
- 1997 : Joyeux Noël, petit Moonky ! : ?

#### Séries télévisées
- Doctor Who : Troisième Docteur (Jon Pertwee)
- 2010 : Les Contes de Grimm, épisode La Princesse au petit pois
- 2012 : Titanic : De sang et d'acier : Lord Pirrie (Derek Jacobi)
- 2012-2016 : Ripper Street : ? (?)
- 2016 : Feed the Beast : Aidan Moran, père de Tommy (John Doman)
- 2018 : A Discovery of Witches : Peter Knox (Owen Teale)
- 2023 : Archie (en) : Alfred Hitchcock (Ian McNeice) (mini-série)
- 2023 : Tom Jones : le châtelain Western (Alun Armstrong) (mini-série)

#### Séries d'animation
- 1992-1996 : Cococinel : Oscarabus
- 1994-1996 : Highlander : Kortan
- 1995 : Street Fighter 2 V : Dhalsim
- 1996 : Kenshin le vagabond : M. Tani (épisode 6) et Sōbei Sumidaya (épisode 17)
- 1997 : Lupo Alberto : Moïse
- 1997-1999 : Spawn : Sam Burke et Cogliostro (1re voix)
- 1998 : Pokémon, la série : Hopkins (épisode 48)
- 2000 : Marsupilami : Bring M. Backalive
- 2001-2004 : Les Enquêtes de Prudence Petitpas : Duroc (création de voix)
- 2002 : Les Énigmes de Providence : ? (création de voix)
- 2009 : Gaston : Aimé De Mesmaeker (création de voix)
- 2013-2018 : Princesse Sofia : le professeur Popov[2]
- 2017 : One Piece : Jinbe (2e voix, épisode 789+)
- 2021 : Lupin III Part 6 : le colonel Daidōji (épisodes 5 et 6)
- 2023 : Castlevania: Nocturne : Juste

## Distinctions
- 1987 : Ève du Théâtre pour L'Empereur et l'Architecte de Fernando Arrabal
- Challenge Theatra et prix Sourire pour Chez Willy